# Адолф Ниел
Адолф Ниел (на френски: Adolphe Niel, 4 октомври 1802 – 13 август 1869) е френски генерал и маршал на Франция.
Той е роден в град Мюре и влиза в Политехническо училище през 1821 г. Ниел влиза в инженерното училище в Мец, става лейтенант и корпусът на инженерите през 1827 г. и капитан през 1833 г.
Ниел води множество кампании и битки в колониите на Франция. Той става военен министър и задържа поста от 1867 г. до смъртта си. Започнва да изгражда голяма реформа в армията, образувайки големи резервни части, нуждаещи се само от обучение. Той също успява да превъоражи цялата армия с нови пушки Шаспо, които не веднъж дават предимство на Франция във Френско-пруската война.
Ниел загива в Париж от болест през 1869 г., а година след това пруските сили унищожават кралската армия, върху която са щели да се направят основните промени и реформи.